# Проституция в Северной Македонии

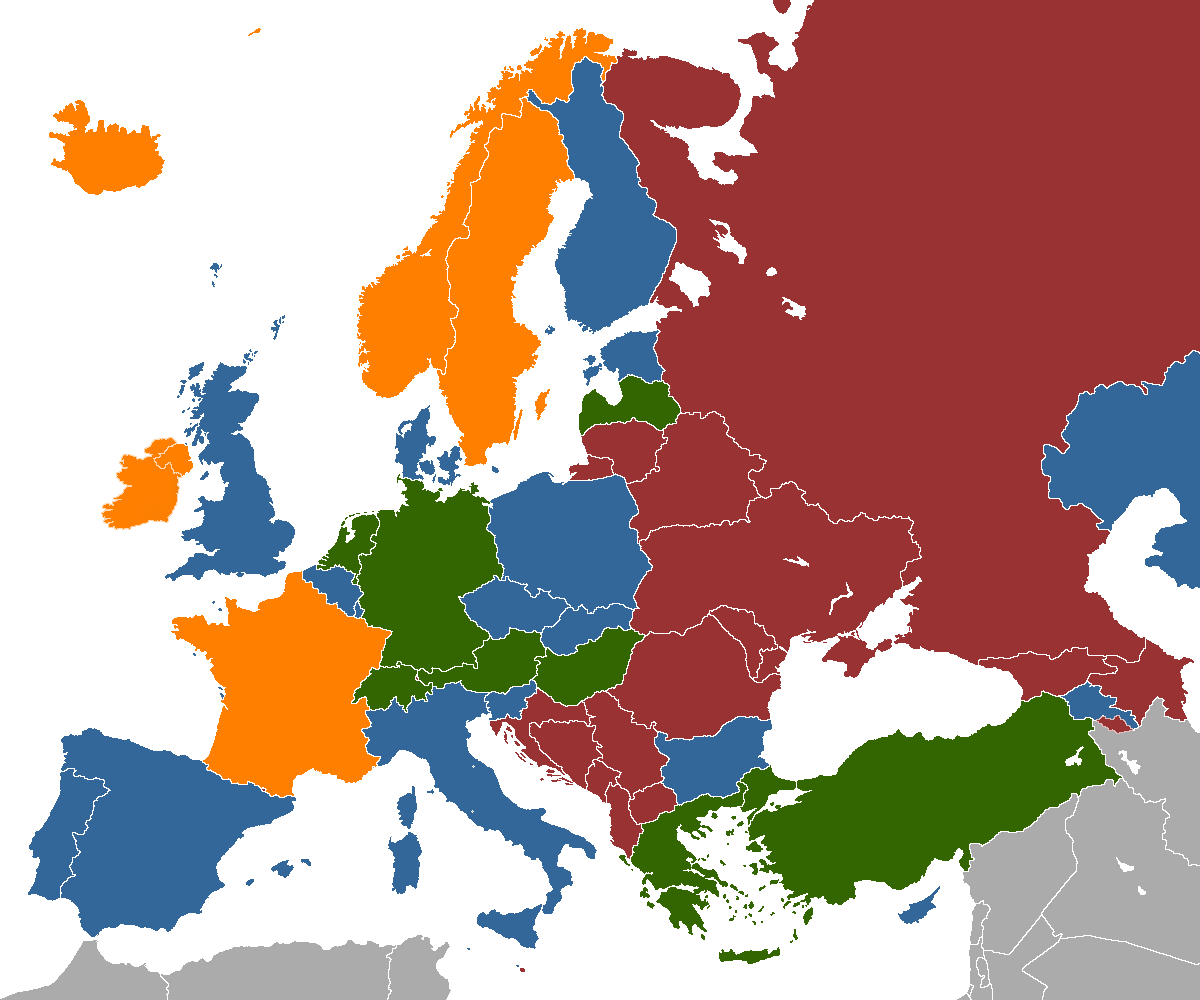
Проституция легальна
Запрещены бордели и сутенёрство
Проституция запрещена
Нет данных

Проституция в Северной Македонии фактически легальна, однако имеются некоторые ограничения, в частности запрещено предлагать секс-услуги в общественном месте и каким-либо образом нанимать секс-работников. По оценке ЮНЭЙДС, в стране насчитывается 3588 проституток. Со стороны правительства Северной Македонии совершаются попытки подавления организованной проституции.
В республике действует организация поддержки маргинализированных работников STAR-STAR, её исполнительный совет состоит из коммерческих секс-работников.

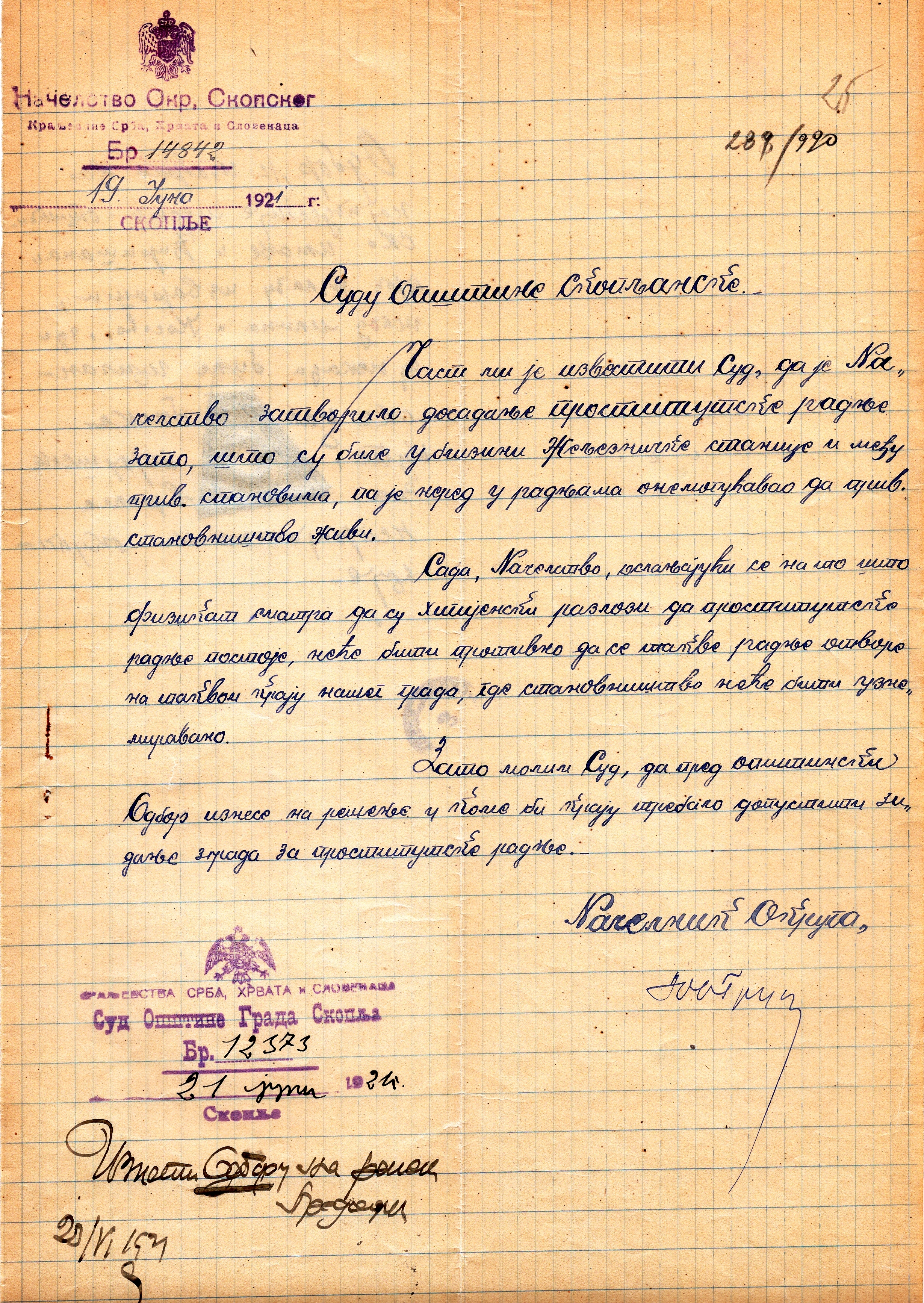
Просьба о назначении в городе места для поселения женщин, занимающихся проституцией (21 июня 1921 года, Скопье)

Сутенёрство приносит владельцам преступных группировок, которыми, скорее всего, являются албанские криминальные элементы, доходы в размере миллиардов долларов США.

## Правовой статус
Статьёй 191 Уголовного кодекса 1996 года введён запрет на деятельность, связанную с проституцией, в том числе любое участие третьих лиц квалифицируется как преступление.
19 статья Закона о правонарушениях, направленных против общественного порядка и спокойствия, запрещает проституцию в общественных местах, включая отели, бары, рестораны и прочие заведения. Предоставление мест для секс-услуг также возбраняется, поэтому владельцы организаций, на территории которых оказываются секс-услуги, могут быть оштрафованы, однако не существует ограничений на сдачу квартир секс-работникам. Секс в общественных местах полностью запрещён.
Проститутки часто подвергаются насилию и давлению со стороны правоохранительных органов. По данным 2007 года, 82,4 % секс-работников хотя бы раз испытывали жестокое обращение со стороны полиции.
В 2016 году были установлены права проституток на честный судебный процесс и на освобождение от прохождения обязательного тестирования на ВИЧ.
В 2019 году в Скопье прошла акция протеста «Марш красных зонтов». Коммерческие секс-работницы требовали изменения законов и равных прав с представителями других сфер труда.

## Секс-торговля
Секс-торговля широко распространена в Северной Македонии. Её жертвами становятся не только жители республики, но и граждане таких стран, как частично признанная республика Косово, Сербия, Албания, Босния и Герцеговина, Черногория, Румыния, Молдова, Украина и Россия. В дальнейшем жертвы секс-торговли могут быть проданы в другие европейские страны. Особо уязвимой группой являются беженки и несовершеннолетние, находящиеся на территории республики без сопровождения. Молодые македонцы также могут стать жертвами секс-торговли.
Уголовный кодекс Северной Македонии содержит статью 418, пункт a которой предполагает лишение свободы сроком 4 года за торговлю взрослыми, а пункт d устанавливает заключение в течение 12 лет за торговлю детьми. В 2015 году пункт a 191 статьи о детской проституции был упразднён, однако были внесены поправки в пункт d 418 статьи.